# Pat Andrea
 Pat Andrea es un pintor y escultor contemporáneo holandés nacido en 1942 en La Haya, Países Bajos, hijo de la ilustradora Metti Naezer y del pintor Kees Andrea. 
Es uno de los representantes de la nueva subjetividad.

## Datos biográficos

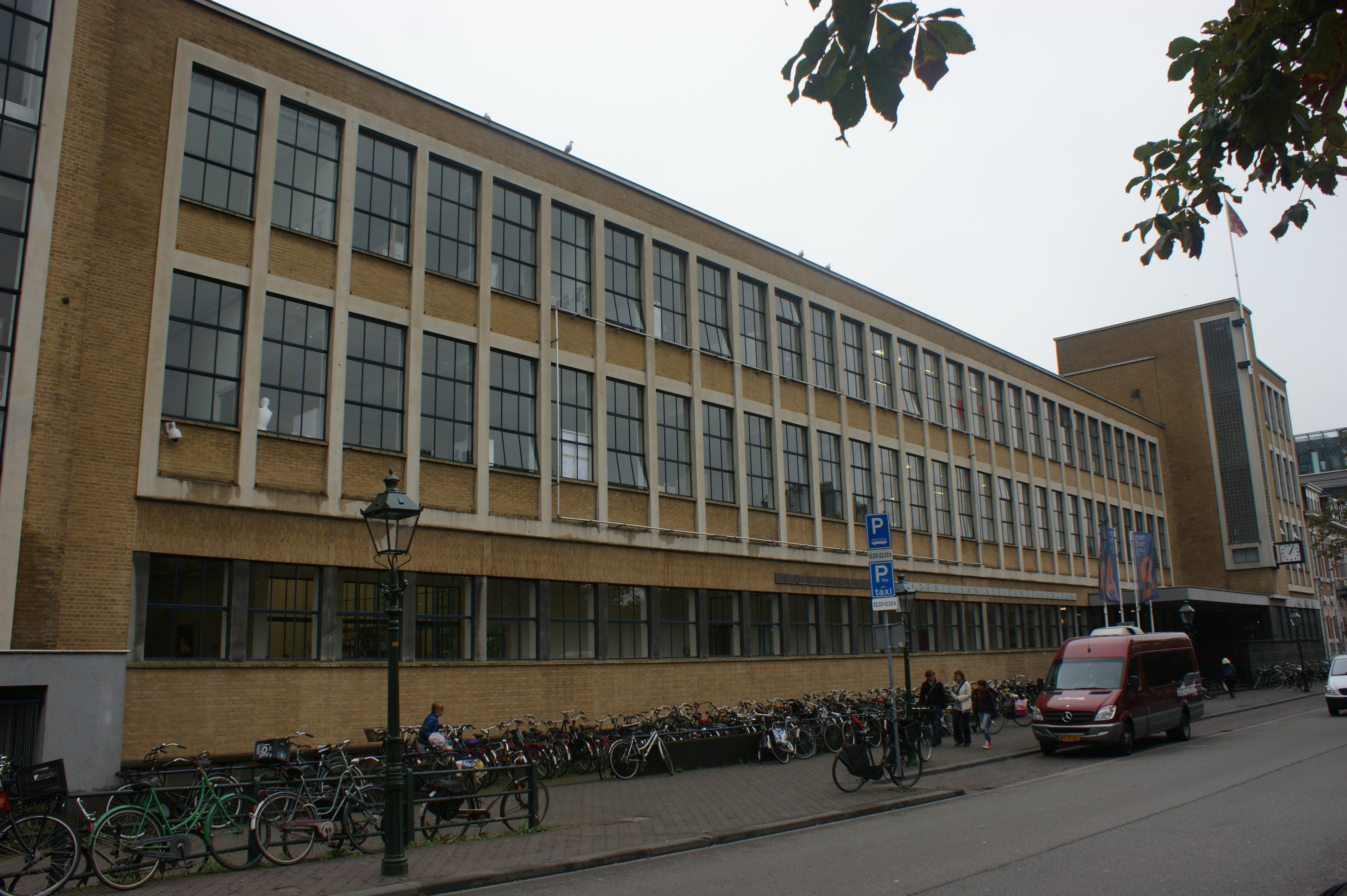
Academia de Bellas Artes de La Haya, donde estudió.

De 1960 a 1965, Pat Andrea estudió en la Real Academia de Bellas Artes de La Haya, donde fue alumno del pintor Co Westerik. Junto con Walter Nobbe y Peter Blokhuis, fundó el Grupo ABN (A ndrea, B lokhuis, N obbe). Se hicieron conocidos como la Nueva Escuela de La Haya. Andrea ganó en 1964 el premio Jacob Maris, de dibujo y en 1971 la concesión real para la pintura.
En 1977, Jean Clair le invitó a participar en la exposición "nueva subjetividad" en el Festival de Otoño de París, junto con Jim Dine, David Hockney, Ron Kitaj, Raymond Mason, Olivier O. Olivier.
Viajó a América Latina y se quedó en Buenos Aires, donde permaneció varios años.
A partir de 1989 realizó sus primeras esculturas en bronce.
Pat Andrea imparte clases en la Ecole des Beaux-Arts de París.
Situado él mismo «entre Bacon y Balthus», Pat Andrea ha desarrollado una pintura figurativa creando un universo ambiguo y desordenado.
Distinciones
En 2002 fue elegido miembro correspondiente de la Academia de Bellas Artes del Instituto de Francia.

## Exposiciones

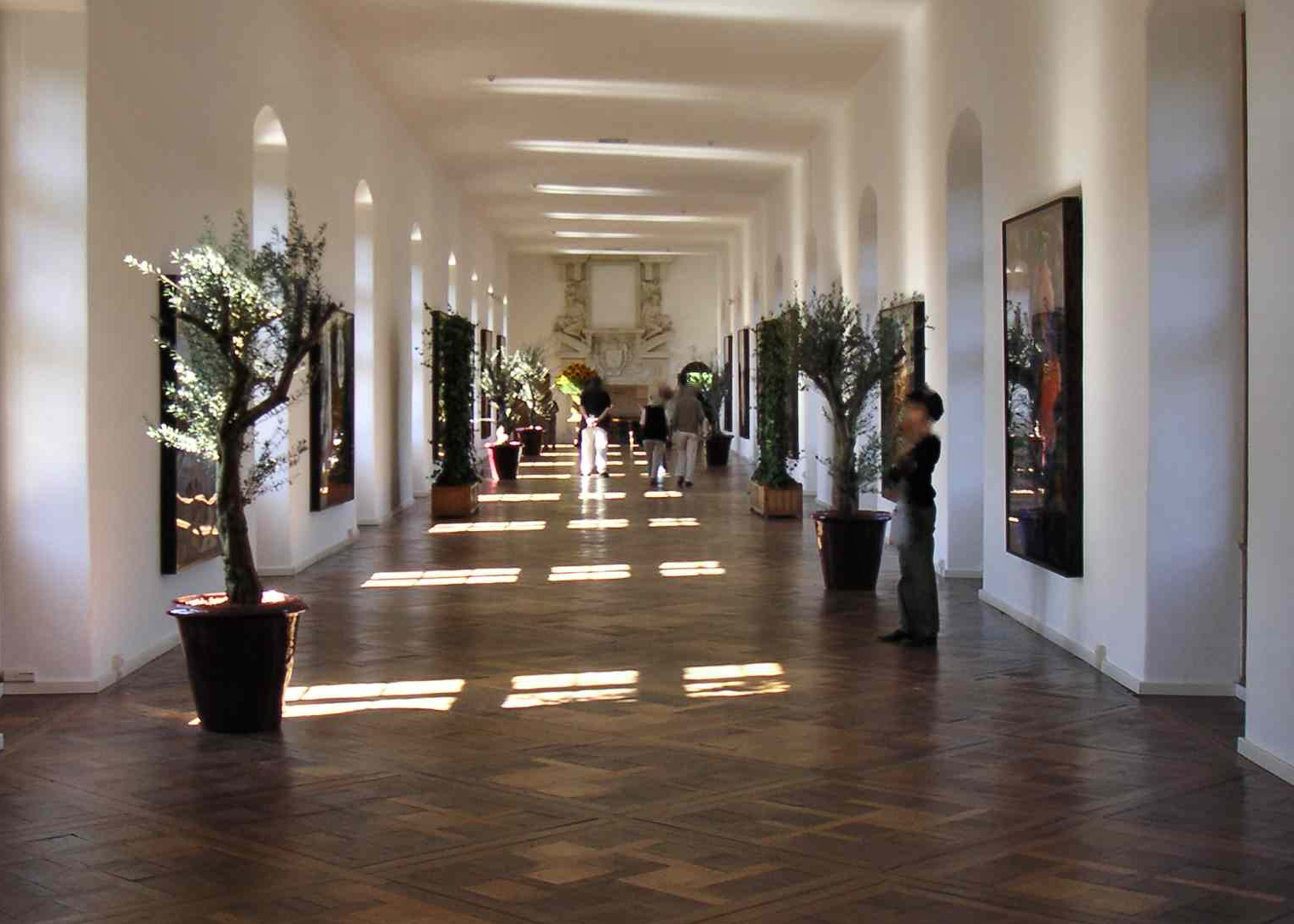
Sala de exposiciones del Castillo de Chenonceau, donde presentó sus obras en 2007.

De junio a septiembre de 2007 presentó 48 cuadros ilustrando la obra de Lewis Carroll en el Castillo de Chenonceau. La misma muestra pudo verse en el Centro de Arte Santa Mónica de Barcelona en 2010.
Sus pinturas pueden verse en la galería Víctor Saavedra de Barcelona.

## Curiosidades
Pat Andrea diseñó la portada para el horario de trenes del año 1979/1980 (NS-spoorboekje 1979/1980); Aparece Rembrandt con cara de susto, pintando un tren.